# Casar de Cáceres
Casar de Cáceres é um município da Espanha na comarca de Cáceres, província de Cáceres, comunidade autónoma da Estremadura. Tem 130,5 km² de área e em 2021 tinha 4 516 habitantes (densidade: 34,6 hab./km²). Faz parte da Mancomunidade de Tejo-Salor.

## Demografia
| Variação demográfica do município entre 1991 e 2004 [carece de fontes?] | Variação demográfica do município entre 1991 e 2004 [carece de fontes?] | Variação demográfica do município entre 1991 e 2004 [carece de fontes?] | Variação demográfica do município entre 1991 e 2004 [carece de fontes?] |
| ----------------------------------------------------------------------- | ----------------------------------------------------------------------- | ----------------------------------------------------------------------- | ----------------------------------------------------------------------- |
| 1991                                                                    | 1996                                                                    | 2001                                                                    | 2004                                                                    |
| 4071                                                                    | 4753                                                                    | 4610                                                                    | 4718                                                                    |

## Gastronomia
- Queijo de ovelha
- Torta del Casar (Denominação de Origem)